# Volta a Suïssa 2008
La Volta a Suïssa 2008, 72a edició de la Volta a Suïssa, és una ciclista que tingué lloc entre el 14 i el 22 de juny de 2008.
Aquesta edició de la Volta a Suïssa fou guanyada pel txec Roman Kreuziger de l'equip Liquigas, seguit per l'alemany Andreas Kloden, a 49", i el basc Igor Antón, a 1' 55".

## Recorregut i resultats
| Etapa    | Data       | Recorregut                      | Km  | Vencedor d'etapa        | Líder de la general   |
| -------- | ---------- | ------------------------------- | --- | ----------------------- | --------------------- |
| 1a etapa | 14 de juny | Langnau - Langnau               | 146 | Óscar Freire (ESP)      | Óscar Freire (ESP)    |
| 2a etapa | 15 de juny | Langnau - Flums                 | 197 | Igor Antón (ESP)        | Igor Antón (ESP)      |
| 3a etapa | 16 de juny | Flums - Gossau                  | 154 | Robbie McEwen (AUS)     | Igor Antón (ESP)      |
| 4a etapa | 17 de juny | Gossau - Domat/Ems              | 171 | Robbie McEwen (AUS)     | Igor Antón (ESP)      |
| 5a etapa | 18 de juny | Domat/Ems - Caslano             | 187 | Markus Fothen (GER)     | Igor Antón (ESP)      |
| 6a etapa | 19 de juny | Quinto - Verbier                | 193 | Kim Kirchen (LUX)       | Kim Kirchen (LUX)     |
| 7a etapa | 20 de juny | Gruyères - Lyss                 | 171 | Fabian Cancellara (SUI) | Kim Kirchen (LUX)     |
| 8a etapa | 21 de juny | Altdorf - coll de Klausen (CRI) | 25  | Roman Kreuziger (CZE)   | Roman Kreuziger (CZE) |
| 9a etapa | 22 de juny | Altdorf - Berna                 | 165 | Fabian Cancellara (SUI) | Roman Kreuziger (CZE) |

## Classificacions finals

### Classificació general
|    | Ciclista        | Equip             | Temps       |
| -- | --------------- | ----------------- | ----------- |
| 1  | Roman Kreuziger | Liquigas          | 35h 43' 46" |
| 2  | Andreas Klöden  | Astana            | + 49"       |
| 3  | Igor Antón      | Euskaltel-Euskadi | + 1' 55"    |
| 4  | Damiano Cunego  | Lampre            | + 2' 11"    |
| 5  | Thomas Lövkvist | Team High Road    | + 2' 37"    |
| 6  | Andy Schleck    | Team CSC          | +2' 57"     |
| 7  | Kim Kirchen     | Team High Road    | +2' 58"     |
| 8  | Markus Fothen   | Gerolsteiner      | +4' 08"     |
| 9  | Christian Knees | Team Milram       | +4' 08"     |
| 10 | Laurens Ten Dam | Rabobank          | +4' 26"     |

|   | Ciclista        | Equip       | Punts |
| - | --------------- | ----------- | ----- |
| 1 | Maksim Iglinski | Astana      | 45    |
| 2 | David Loosli    | Lamprelécom | 44    |
| 3 | Stijn Devolder  | Quick Step  | 25    |

|   | Ciclista          | Equip          | Punts |
| - | ----------------- | -------------- | ----- |
| 1 | Fabian Cancellara | Team CSC       | 50    |
| 2 | Markus Zberg      | Gerolsteiner   | 49    |
| 3 | Kim Kirchen       | Team High Road | 43    |

|   | Ciclista        | Equip     | Punts |
| - | --------------- | --------- | ----- |
| 1 | René Weissinger | Volksbank | 24    |
| 2 | Hervé Duclos    | Cofidis   | 15    |
| 3 | David Loosli    | Lampre    | 14    |

|   | Equip        | Temps        |
| - | ------------ | ------------ |
| 1 | Team Astana  | 107h 24' 13" |
| 2 | Team CSC     | + 48"        |
| 3 | Gerolsteiner | + 9' 21"     |

## Etapes

### Etapa 1 -14 de junyde2008.Langnau I.E.-Langnau I.E., 146 km
|   | Ciclista          | Equip              | Temps      |
| - | ----------------- | ------------------ | ---------- |
| 1 | Óscar Freire      | Rabobank           | 3h 42' 35" |
| 2 | Martin Elmiger    | Ag2r-La Mondiale   | m. t.      |
| 3 | Kim Kirchen       | Team High Road     | m. t.      |
| 4 | Greg Van Avermaet | Silence-Lotto      | m. t.      |
| 5 | Philippe Gilbert  | Française des Jeux | m. t.      |

|   | Ciclista        | Equip             | Temps      |
| - | --------------- | ----------------- | ---------- |
| 1 | Óscar Freire    | Rabobank          | 3h 42' 25" |
| 2 | Martin Elmiger  | Ag2r-La Mondiale  | + 4"       |
| 3 | David Loosli    | Lampre            | s.t.       |
| 4 | Kim Kirchen     | Team High Road    | + 6"       |
| 5 | Iñigo Landaluze | Euskaltel-Euskadi | + 7"       |

### Etapa 2 -15 de junyde2008.Langnau I.E.-Flums, 197 km
|   | Ciclista       | Equip             | Temps      |
| - | -------------- | ----------------- | ---------- |
| 1 | Igor Antón     | Euskaltel-Euskadi | 5h 00' 04" |
| 2 | Kim Kirchen    | Team High Road    | + 6"       |
| 3 | Damiano Cunego | Lampre            | m. t.      |
| 4 | Fränk Schleck  | Team CSC          | m. t.      |
| 5 | Oliver Zaugg   | Gerolsteiner      | + 8"       |

|   | Ciclista       | Equip             | Temps      |
| - | -------------- | ----------------- | ---------- |
| 1 | Igor Antón     | Euskaltel-Euskadi | 8h 42' 29" |
| 2 | Kim Kirchen    | Team High Road    | + 6"       |
| 3 | Damiano Cunego | Lampre            | + 12"      |
| 4 | Fränk Schleck  | Team CSC          | + 16"      |
| 5 | Oliver Zaugg   | Gerolsteiner      | + 18"      |

### Etapa 3 -16 de junyde2008.Flums-Gossau, 155 km
|   | Ciclista          | Equip          | Temps      |
| - | ----------------- | -------------- | ---------- |
| 1 | Robbie McEwen     | Silence-Lotto  | 3h 50' 05" |
| 2 | Óscar Freire      | Rabobank       | m. t.      |
| 3 | Gerald Ciolek     | Team High Road | m. t.      |
| 4 | Robert Förster    | Gerolsteiner   | m. t.      |
| 5 | Danilo Napolitano | Gerolsteiner   | m. t.      |

|   | Ciclista       | Equip             | Temps       |
| - | -------------- | ----------------- | ----------- |
| 1 | Igor Antón     | Euskaltel-Euskadi | 12h 32' 34" |
| 2 | Kim Kirchen    | Team High Road    | + 6"        |
| 3 | Damiano Cunego | Lampre            | + 12"       |
| 4 | Fränk Schleck  | Team CSC          | + 16"       |
| 5 | Oliver Zaugg   | Gerolsteiner      | + 18"       |

### Etapa 4 -17 de junyde2008.Gossau-Domat/Ems, 171 km
|   | Ciclista       | Equip          | Temps      |
| - | -------------- | -------------- | ---------- |
| 1 | Robbie McEwen  | Silence-Lotto  | 4h 04' 10" |
| 2 | Óscar Freire   | Rabobank       | m. t.      |
| 3 | Gerald Ciolek  | Team High Road | m. t.      |
| 4 | Leonardo Duque | Cofidis        | m. t.      |
| 5 | Markus Zberg   | Gerolsteiner   | m. t.      |

|   | Ciclista       | Equip             | Temps       |
| - | -------------- | ----------------- | ----------- |
| 1 | Igor Antón     | Euskaltel-Euskadi | 16h 36' 44" |
| 2 | Kim Kirchen    | Team High Road    | + 6"        |
| 3 | Damiano Cunego | Lampre            | + 12"       |
| 4 | Fränk Schleck  | Team CSC          | + 16"       |
| 5 | Oliver Zaugg   | Gerolsteiner      | + 18"       |

### Etapa 5 -18 de junyde2008.Domat/Ems-Caslano, 190 km
|   | Ciclista           | Equip           | Temps      |
| - | ------------------ | --------------- | ---------- |
| 1 | Markus Fothen      | Gerolsteiner    | 4h 47' 31" |
| 2 | Serguei Ivanov     | Astana          | + 50"      |
| 3 | Markus Zberg       | Gerolsteiner    | + 57"      |
| 4 | Michael Albasini   | Liquigas        | m. t.      |
| 5 | Aleksandr Botxarov | Crédit Agricole | m. t.      |

|   | Ciclista        | Equip             | Temps       |
| - | --------------- | ----------------- | ----------- |
| 1 | Igor Antón      | Euskaltel-Euskadi | 21h 25' 12" |
| 2 | Kim Kirchen     | Team High Road    | + 6"        |
| 3 | Oliver Zaugg    | Gerolsteiner      | + 18"       |
| 4 | Roman Kreuziger | Liquigas          | + 21"       |
| 5 | Stijn Devolder  | Quick Step        | + 22"       |

### Etapa 6 -19 de junyde2008.Quinto-Verbier, 188 km
|   | Ciclista        | Equip          | Temps      |
| - | --------------- | -------------- | ---------- |
| 1 | Kim Kirchen     | Team High Road | 5h 29' 23" |
| 2 | Andreas Klöden  | Astana         | m. t.      |
| 3 | Roman Kreuziger | Liquigas       | + 06"      |
| 4 | Serguei Ivanov  | Liquigas       | + 12"      |
| 5 | Stijn Devolder  | Quick Step     | + 20"      |

|   | Ciclista        | Equip             | Temps       |
| - | --------------- | ----------------- | ----------- |
| 1 | Kim Kirchen     | Team High Road    | 26h 54' 31" |
| 2 | Roman Kreuziger | Liquigas          | + 27"       |
| 3 | Igor Antón      | Euskaltel-Euskadi | + 33"       |
| 4 | Stijn Devolder  | Quick Step        | + 46"       |
| 5 | Thomas Lövkvist | Team High Road    | + 56"       |

### Etapa 7 -20 de junyde2008.Gruyères-Lyss, 171 km
|   | Ciclista          | Equip             | Temps      |
| - | ----------------- | ----------------- | ---------- |
| 1 | Fabian Cancellara | Team CSC          | 3h 47' 09" |
| 2 | Erik Zabel        | Team Milram       | + 2"       |
| 3 | Robbie McEwen     | Silence-Lotto     | m. t.      |
| 4 | Robert Förster    | Team Gerolsteiner | m. t.      |
| 5 | Danilo Napolitano | Lampre            | m. t.      |

|   | Ciclista        | Equip             | Temps       |
| - | --------------- | ----------------- | ----------- |
| 1 | Kim Kirchen     | Team High Road    | 30h 41' 42" |
| 2 | Roman Kreuziger | Liquigas          | + 27"       |
| 3 | Igor Antón      | Euskaltel-Euskadi | + 33"       |
| 4 | Stijn Devolder  | Quick Step        | + 46"       |
| 5 | Thomas Lövkvist | Team High Road    | + 56"       |

### Etapa 8 -21 de junyde2008.Altdorf-Coll de Klausen, 25 km(CRI)
|   | Ciclista        | Equip            | Temps      |
| - | --------------- | ---------------- | ---------- |
| 1 | Roman Kreuziger | Liquigas         | 1h 00' 22" |
| 2 | José Rujano     | Caisse d'Epargne | + 16"      |
| 3 | Andreas Kloden  | Team Astana      | + 17"      |
| 4 | Damiano Cunego  | Lampre           | + 54"      |
| 5 | Fränk Schleck   | Team CSC         | + 1' 26"   |

|   | Ciclista        | Equip             | Temps       |
| - | --------------- | ----------------- | ----------- |
| 1 | Roman Kreuziger | Liquigas          | 31h 42' 31" |
| 2 | Andreas Kloden  | Team Astana       | + 48"       |
| 3 | Igor Antón      | Euskaltel-Euskadi | + 1' 55"    |
| 4 | Damiano Cunego  | Lampre            | + 2' 11"    |
| 5 | Thomas Lövkvist | Team High Road    | + 2' 37"    |

### Etapa 9 -22 de junyde2008.Altdorf-Berna, 168 km
|   | Ciclista          | Equip              | Temps      |
| - | ----------------- | ------------------ | ---------- |
| 1 | Fabian Cancellara | Team CSC           | 4h 01' 07" |
| 2 | Philippe Gilbert  | Française des Jeux | m. t.      |
| 3 | Daniel Moreno     | Caisse d'Epargne   | + 4"       |
| 4 | Matteo Tosatto    | Quick Step         | + 5"       |
| 5 | Markus Zberg      | Gerolsteiner       | m. t.      |

|   | Ciclista        | Equip             | Temps       |
| - | --------------- | ----------------- | ----------- |
| 1 | Roman Kreuziger | Liquigas          | 35h 43' 46" |
| 2 | Andreas Klöden  | Astana            | + 49"       |
| 3 | Igor Antón      | Euskaltel-Euskadi | + 1' 55"    |
| 4 | Damiano Cunego  | Lampre            | + 2' 11"    |
| 5 | Thomas Lövkvist | Team High Road    | + 2' 37"    |

## Evolució de les classificacions
| Stage (Winner)               | Classificació general | Classificació de la muntanya | Classificació per punts | Classificació dels joves | Classificació dels esprints | Classificació per equips |
| ---------------------------- | --------------------- | ---------------------------- | ----------------------- | ------------------------ | --------------------------- | ------------------------ |
| 0Etapa 1 (Óscar Freire)      | Óscar Freire          | no n'hi ha                   | Óscar Freire            | Greg Van Avermaet        | no n'hi ha                  | Caisse d'Epargne         |
| 0Etapa 2 (Igor Antón)        | Igor Antón            | David Loosli                 | Kim Kirchen             | Roman Kreuziger          | David Loosli                | Team CSC                 |
| 0Etapa 3 (Robbie McEwen)     | Igor Antón            | David Loosli                 | Óscar Freire            | Roman Kreuziger          | René Weissinger             | Team CSC                 |
| 0Etapa 4 (Robbie McEwen)     | Igor Antón            | David Loosli                 | Óscar Freire            | Roman Kreuziger          | René Weissinger             | Team CSC                 |
| 0Etapa 5 (Markus Fothen)     | Igor Antón            | David Loosli                 | Óscar Freire            | Roman Kreuziger          | René Weissinger             | Team Gerolsteiner        |
| 0Etapa 6 (Kim Kirchen)       | Kim Kirchen           | David Loosli                 | Óscar Freire            | Roman Kreuziger          | René Weissinger             | Astana                   |
| 0Etapa 7 (Fabian Cancellara) | Kim Kirchen           | Maksim Iglinski              | Óscar Freire            | Roman Kreuziger          | René Weissinger             | Astana                   |
| 0Etapa 8 (Roman Kreuziger)   | Roman Kreuziger       | Maksim Iglinski              | Óscar Freire            | Roman Kreuziger          | René Weissinger             | Astana                   |
| 0Etapa 9 (Fabian Cancellara) | Roman Kreuziger       | Maksim Iglinski              | Fabian Cancellara       | Roman Kreuziger          | René Weissinger             | Astana                   |
| 0Final                       | Roman Kreuziger       | Maksim Iglinski              | Fabian Cancellara       | Roman Kreuziger          | René Weissinger             | Astana                   |

Maillots vestits quan un ciclista lidera més d'una classificació
- a la 2a etapa Martin Elmiger duu el vestit de la classificació per punts
- a la 3a etapa Martin Elmiger duu el vestit de la classificació dels esprints

## Classificació individual de l'UCI ProTour 2008 després d'aquesta cursa[1]
| Posició | Ciclista           | Equip             | Punts |
| ------- | ------------------ | ----------------- | ----- |
| 1       | Damiano Cunego     | Lampre            | 104   |
| 2       | Andreas Klöden     | Astana            | 96    |
| 3       | Roman Kreuziger    | Liquigas          | 94    |
| 4       | Cadel Evans        | Silence-Lotto     | 85    |
| 5       | Alejandro Valverde | Caisse d'Epargne  | 83    |
| 6       | André Greipel      | High Road         | 62    |
| 7       | Mikel Astarloza    | Euskaltel-Euskadi | 60    |
| 8       | Alberto Contador   | Astana            | 58    |
| 9       | Thomas Dekker      | Rabobank          | 54    |
| 10      | Stijn Devolder     | Quick Step        | 50    |